# Morannon

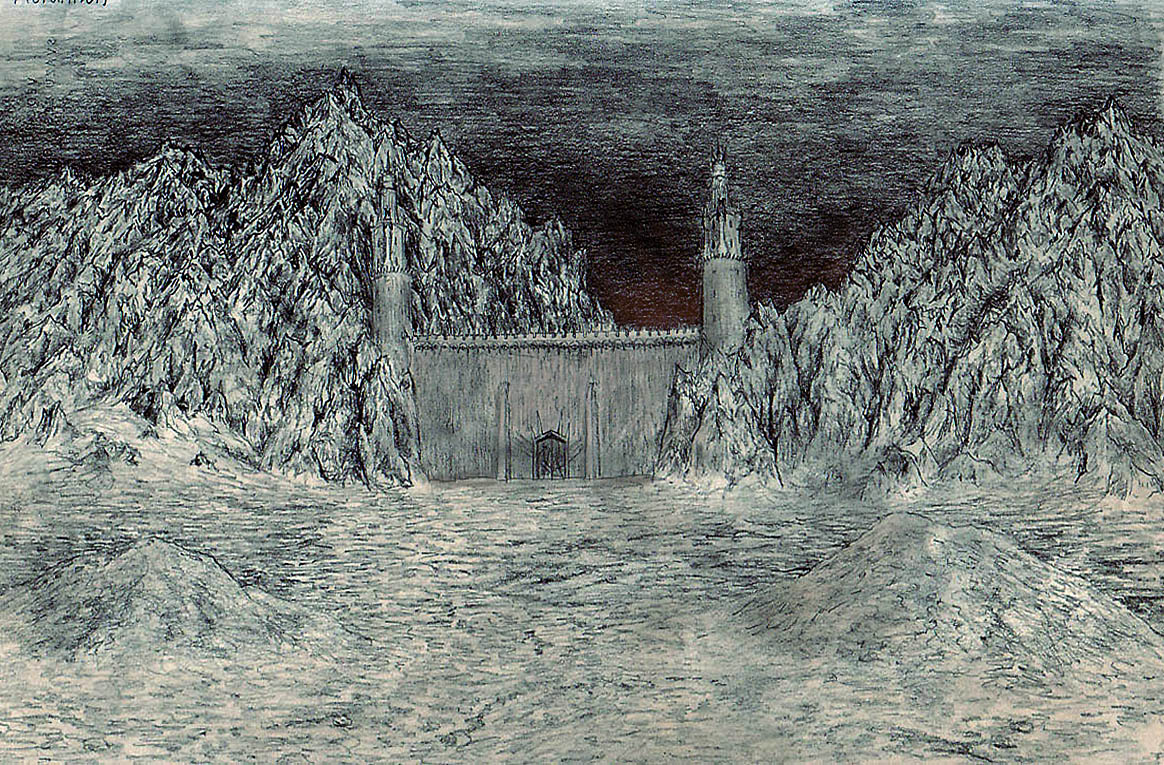
Schets van Morannon, gezien vanaf het noorden

De Morannon (Nederlands: Zwarte Poort) (Engels: Black Gate) is de toegangspoort naar Mordor in het boek In de Ban van de Ring van J.R.R. Tolkien.
De poort werd oorspronkelijk gebouwd door Sauron met hulp van de Ene Ring om de Cirith Gorgor (Engels: Cleft of Horror of Haunted Pass), een strategische pas tussen de Ephel Dúath en de Ered Lithui, te verdedigen. Aan weerszijden van de Morannon stonden de Torens van de Tanden, Carchost (Sindarijns voor Tandfort) en Narchost (Sindarijns voor Vuurfort). De torens waren hoog en sterk en hadden vensters die naar het oosten en naar het westen uitkeken.
De torens waren aan het eind van de Tweede Era gebouwd door de Númenoreanen nadat Sauron was verslagen in de oorlog van Het Laatste Bondgenootschap. Samen met het fort Cirith Ungol moest de poort Mordor bewaken en voorkomen dat Sauron er weer kon binnentrekken. De poort en de torens waren in handen van Gondor tot het jaar 1944 van de Derde Era. Toen de mensen van Rhûn, Harad en Khand oorlog begonnen te voeren tegen Gondor werden ze verlaten.
In 2942, na de burgeroorlog van Gondor kwam Sauron terug naar Mordor en kwamen de Nazgûl weer tevoorschijn, en de orks van Mordor heroverden de Morannon en de torens. Ook veroverden zij de toren van Cirith Ungol en Minas Ithil, dat de naam Minas Morgul kreeg.
Tijdens de Oorlog om de Ring, op 25 maart 3019, stond een leger van 7000 strijders, onder leiding van Aragorn en Gandalf voor de poort. Het was een afleidingsmanoeuvre om Frodo de kans te geven om ongezien de Orodruin te bereiken en de Ene Ring te vernietigen. Nadat Aragorn de Mond van Sauron had uitgedaagd en Gandalf de gestelde voorwaarden had verworpen, was de volledige aandacht van Sauron en het leger van Mordor op hen gericht. Hierdoor verliep de list succesvol. Nadat de Ring was vernietigd verging de Morannon tot as en stortten de torens in elkaar.